# Якобіти

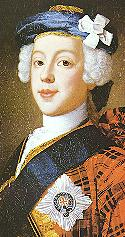
Карл Едвард Стюарт, Красунчик принц Чарлі у блакитному капорі якобітів

Якобіти (англ. Jacobites; шотл. гел. Seumasachas, [ˈʃeːməs̪əxəs̪]; ірл. Seacaibíteachas, Séamusachas) — прибічники вигнаного у 1688 році «Славною революцією» англійського короля Якова II та його нащадків, прибічники відновлення на англійському престолі дому Стюартів.
Емблемою якобітів є біла кокарда.

## Політична боротьба

### Передумови
Після Славної революції 1688 року Яків II втік із новонародженим сином, принцом Уельським Джеймсом Френсісом Едуардом, до Франції. Парламент проголосив королями-співправителями його дочку-протестантку Марію II й зятя (одночасно племінника) Вільгельма III Оранського, штатгальтера Нідерландської республіки. Після їхньої бездітної смерті (1694, 1702) престол успадкувала молодша дочка Якова, також протестантка королева Анна. Ще за життя Вільгельма III у 1701 році було прийнято чинний донині  Акт спадкування престолу, відповідно до якого католики виключались з англійської системи спадкування престолу, та після Анни корону мали успадкувати нащадки онуки Якова I Софії Ганноверської. По смерті Анни у 1714 році на британський престол вступив син Софії курфюрст Брауншвейг-Люнебурзький Георг I, засновник Ганноверського дому. У Шотландії було багато незадоволених тим, що в результаті династичних ігор і боротьби за трон Шотландія втратила незалежність. Стюарти були королями шотландського походження. У Шотландії сподівалися, що з відновленням влади Стюартів Шотландія відновить свої права, а, можливо, і незалежність. Були сподівання, що Стюарти стануть королями тільки Шотландії, а в Англії буде своя династія і таким чином Шотландія знову стане окремим королівством.

### Еміграція
Багато з прибічників Якова II виїхали за ним до Франції, де заснували родини Макдональд, Бервік, Діллон, Макмагон тощо. Нащадками якобітів є маршали Франції Етьєн Макдональд і Патріс Мак-Магон (Мак-Магон також був президентом Франції).

### База руху
Незрівнянно небезпечнішими для нової англійської династії були якобіти, які залишились на батьківщині. До них належало багато торі Англії й Шотландії та майже все дворянство гірської Шотландії. Вони, головним чином, опирались злиттю Шотландії з Англією, яке відбулось тільки у 1707 році. В Шотландії рух якобітів набув характеру національної боротьби за незалежність.
Спочатку якобітів підтримували Римо-католицька церква, Франція (до смерті Людовіка XIV — 1715) й низка інших католицьких країн; ця зовнішня підтримка, однак, відігравала обмежену роль у боротьбі якобітів. Всередині самої Британії (окрім Ірландії) католики складали абсолютну меншість й не могли бути серйозною базою руху.

### Військові сутички

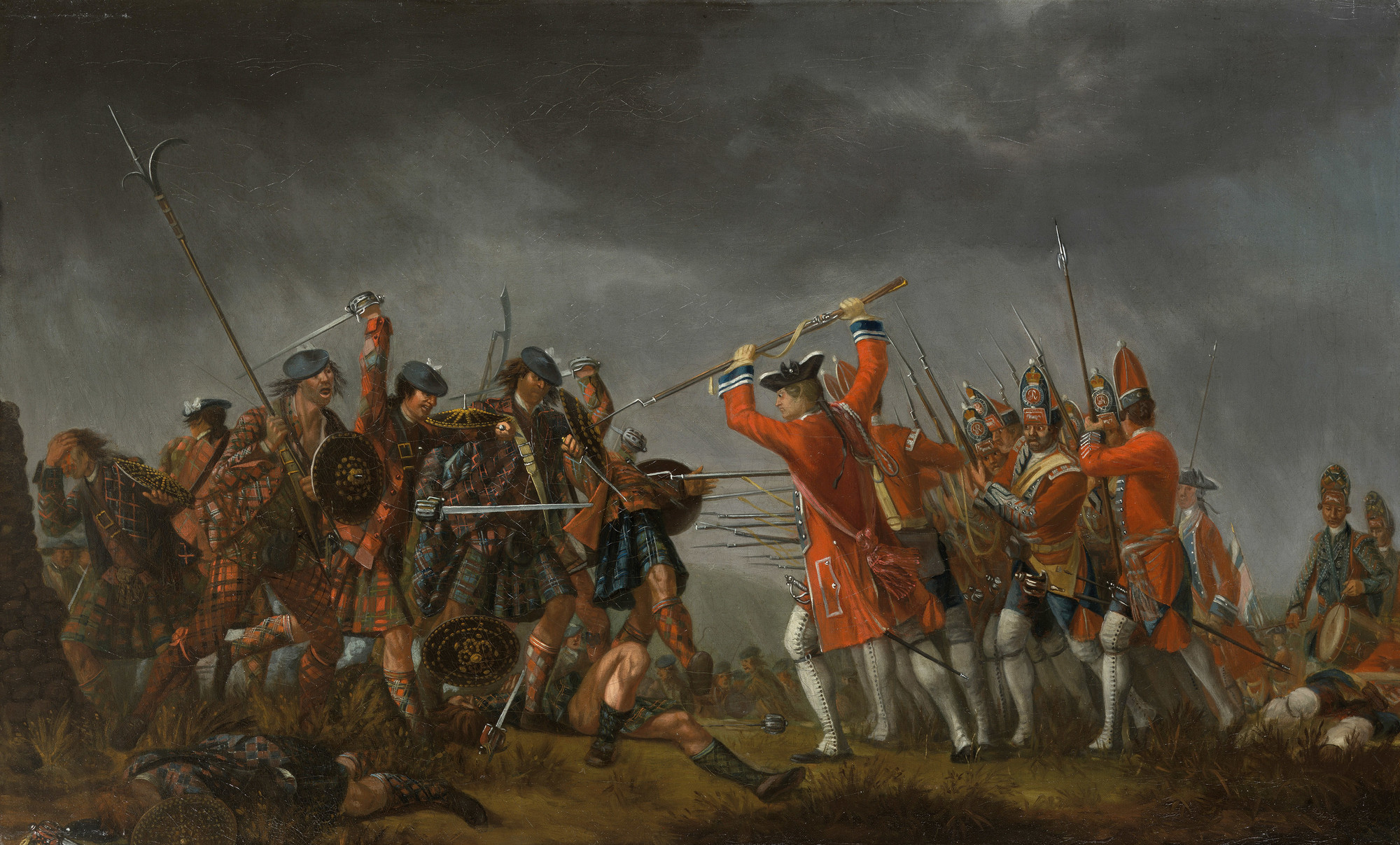
Битва під Каллоденом

Якобітство було важливою політичною картою під час війни за іспанську спадщину. Прибічники протестантських королів (легалісти) висунули лозунг: «Проти папи, диявола й претендента» (англ. Against the Pope, the Devil and the Pretender).
Двічі (1715 й 1745) якобіти підбурювали відкрите повстання, базою яких обидва рази слугувала гірська Шотландія, але повстання виявились безуспішними.

### Занепад якобітського руху
Після повстання 1745 року британська влада провела в Шотландії серйозні репресії, прийняла закони про роззброєння усіх шотландських кланів, а також про заборону під страхом шестимісячного ув'язнення (за рецидив — семирічного заслання до заморських колоній) носіння цивільними особами кланових тартанів, кілтів та іншого традиційного одягу. Традиційна структура суспільства гірської Шотландії упродовж найближчих кількох поколінь була суттєво зруйнована.
За Георга III партія якобітів як серйозна загроза припинила своє існування. Після смерті «Старого претендента» Джеймса Френсіса Стюарта (1766) Ватикан визнав законними королями Великої Британії Ганноверську династію. У 1788 році, після смерті його сина, вождя повстання 1745 року «Красунчика Чарлі», шотландська католицька меншість також визнала центральну владу та з 1790 року почала молитись за короля Георга за ім'ям. Ще у 1782 році було скасовано заборону на традиційний одяг.

### Спадщина якобітів
Якобітські ідеали зберігались у шотландській літературі та фольклорі, неодноразово згадуються у Роберта Бернса (інвектива «Якобіти на словах»). Зв'язок якобітського руху з останніми битвами гірських шотландських кланів сприяє романтичному ореолу навколо нього й нині.
У 1819 році було опубліковано збірку якобітських пісень, укладену Джеймсом Хоггом. Багато пісень зі збірки набули популярності серед шотландських фолк-виконавців у 60-х роках XX століття, наприклад, пісня Cam Ye O'er Frae France, що висміює короля Георга I.

## Якобітські претенденти
Якобітськими претендентами на англійський та шотландський престоли були:
- Яків II (до смерті у 1701 році).
- «Старий претендент» (Джеймс, принц Уельський, син Якова II, який жив у Франції під ім'ям шевальє де Сент-Джордж), з 1701 до 1766 року претендував на англійський престол як Яків III і на шотландський як Яків VIII.
- «Молодий претендент» (Чарльз Едвард, старший син попереднього, відомий як «Красунчик принц Чарлі» англ. Bonnie Princie Charlie), з 1766 до 1788 року претендував на престол як Чарлз III. Очолив шотландське повстання у 1745 році, діючи від імені батька як «принц Уельський».
- Генріх Бенедикт Стюарт, молодший брат попереднього. Кардинал Римо-католицької церкви, єпископ Остії, в останні роки декан Колегії кардиналів, провів усе життя в Італії. Прибічники йменували його титулом «герцог Йоркський». Після смерті брата став претендентом на англійський престол як Генрі IX, а на шотландський як Генрі I.

## Якобітське спадкування престолу після 1807 року
По смерті кардинала Генріха (1807) дім Стюартів припинився за чоловічою лінією, і главенство у якобітській партії формально перейшло, жіночою лінією, послідовно до сардинського (Савойська династія), моденського (Габсбурги) й баварського (Віттельсбахи) домів (а потім перейде до роду князів Ліхтенштейну). Однак католицькі представники цих домів ніколи не висували жодних претензій на англійський чи шотландський престоли, хоча невеликі групи ідейних спадкоємців якобітів у Шотландії все ще шанують їх як своїх королів та принців.
Претенденти після 1807 року (реальні претензії не висувались):
- Карл Еммануїл IV (1751—1819), колишній король Сардинії (зрікся у 1802 році), з Савойської династії, нащадок дочки Карла I Генрієтти Анни Стюарт. «Чарлз IV, король Англії та Шотландії» (1807—1819).
- Віктор Еммануїл I (1759—1824), король Сардинії (зрікся у 1821 році), з Савойської династії, брат попереднього. «Віктор I, король Англії та Шотландії» (1819—1824).
- Марія Беатриса Савойська (1792—1840), у шлюбі герцогиня Моденська, дочка попереднього. «Мері III, королева Англії, й Мері II, королева Шотландії» [1] (1824—1840).
- Франческо V д'Есте (1819—1875), герцог Моденський (з 1846 року, скинутий у 1859 році), з династії Габсбургів-Есте, син попередньої. «Френсіс I, король Англії та Шотландії» (1840—1875).
- Марія Терезія Габсбург-Есте (1849—1919), у шлюбі принцеса, а потім королева Баварії (дружина Людвіга III), племінниця попереднього. «Мері IV, королева Англії, та Мері III, королева Шотландії» (1875—1919).
- Рупрехт (кронпринц Баварії) (1869—1955), син попередньої. «Роберт I, король Англії, і Роберт IV, король Шотландії» (1919—1955).
- Альбрехт (герцог Баварії) (1905—1996), син попереднього. «Альберт I, король Англії та Шотландії» (1955—1996).
- Франц (герцог Баварії) (нар. 1933), син попереднього. «Френсіс II, король Англії та Шотландії» (з 1996).

Герцог Франц не одружений. «Спадкоємцем» англійської та шотландської корон, на думку частини якобітів, є його молодший брат принц Макс (нар. 1937), потім (оскільки у Макса немає синів) — його дочка Софія (нар. 1967), дружина спадкового князя Ліхтенштейнського Алоїза, а потім — їхній син Йозеф Венцель (нар. 1995 у Лондоні; перший якобітський претендент, який народився у Британії з 1688 року), як Джозеф І.

### Альтернативна лінія
У 1812 році «Мері III, королева Англії, та Мері II, королева Шотландії» вийшла заміж за рідного дядька — тобто стала до шлюбу, що не відповідає звичаям ні Англії, ні Шотландії. Внаслідок цього ані вона, ані її нащадки, на думку іншої частини якобітів, не можуть розглядатись як претенденти на жоден з британських престолів.
У цьому разі після смерті «Віктора I» якобітське спадкування престолу виглядає так:
- Марія Тереза Савойська (1803—1879), у шлюбі герцогиня Пармська, дочка «Віктора I». «Мері III, королева Англії, та Мері II, королева Шотландії» (1824—1879).
- Роберт I (герцог Пармський) (1848—1907), останній чинний герцог Парми та П'яченци (1854—1860), онук попередньої. «Роберт I, король Англії, і Роберт IV, король Шотландії» (1879—1907).
- Енріко Бурбон-Пармський (1873—1939), титулярний герцог Парми та П'яченци, син попереднього. «Генрі X, король Англії, і Генрі II, король Шотландії» (1907–1939).
- Джузеппе Бурбон-Пармський (1875—1950), титулярний герцог Парми та П'яченци, брат попереднього. «Джозеф I, король Англії та Шотландії» (1939–1950).
- Елія Бурбон-Пармський (1880—1959), титулярний герцог Парми та П'яченци, брат попереднього. «Елайджа I, король Англії та Шотландії» (1950–1959).
- Роберт Бурбон-Пармський (1909—1974), титулярний герцог Парми та П'яченци, син попереднього. «Роберт II, король Англії, і Роберт V, король Шотландії» (1959—1974).
- Елізабетта Бурбон-Пармська (1904—1983), принцеса Парми та П'яченци. «Елізабет ІІ, королева Англії та Шотландії» [2] (1974—1983).
- Марія Франческа Бурбон-Пармська (1906—1994), принцеса Парми та П'яченци. «Мері IV, королева Англії, й Мері III, королева Шотландії» (1983—1994).
- Аліса Бурбон-Пармська (нар. 1917), у шлюбі — титулярна королева Обох Сицилій. «Еліс I, королева Англії та Шотландії» (з 1994).

Лінія «спадкоємців» Аліси:
- син Карлос (нар. 1938; герцог Калабрійський, граф ді Казерта, глава королівського дому Обох Сицилій, один з претендентів на корону Обох Сицилій, «Чарлз V, принц Уельський»),
  - його син Педро (нар. 1968; герцог ді Нота, «принц Пітер І») і
    - син останнього Хуан (нар. 2003; «принц Джон ІІ») [3].